# Palácio de Beaulieu

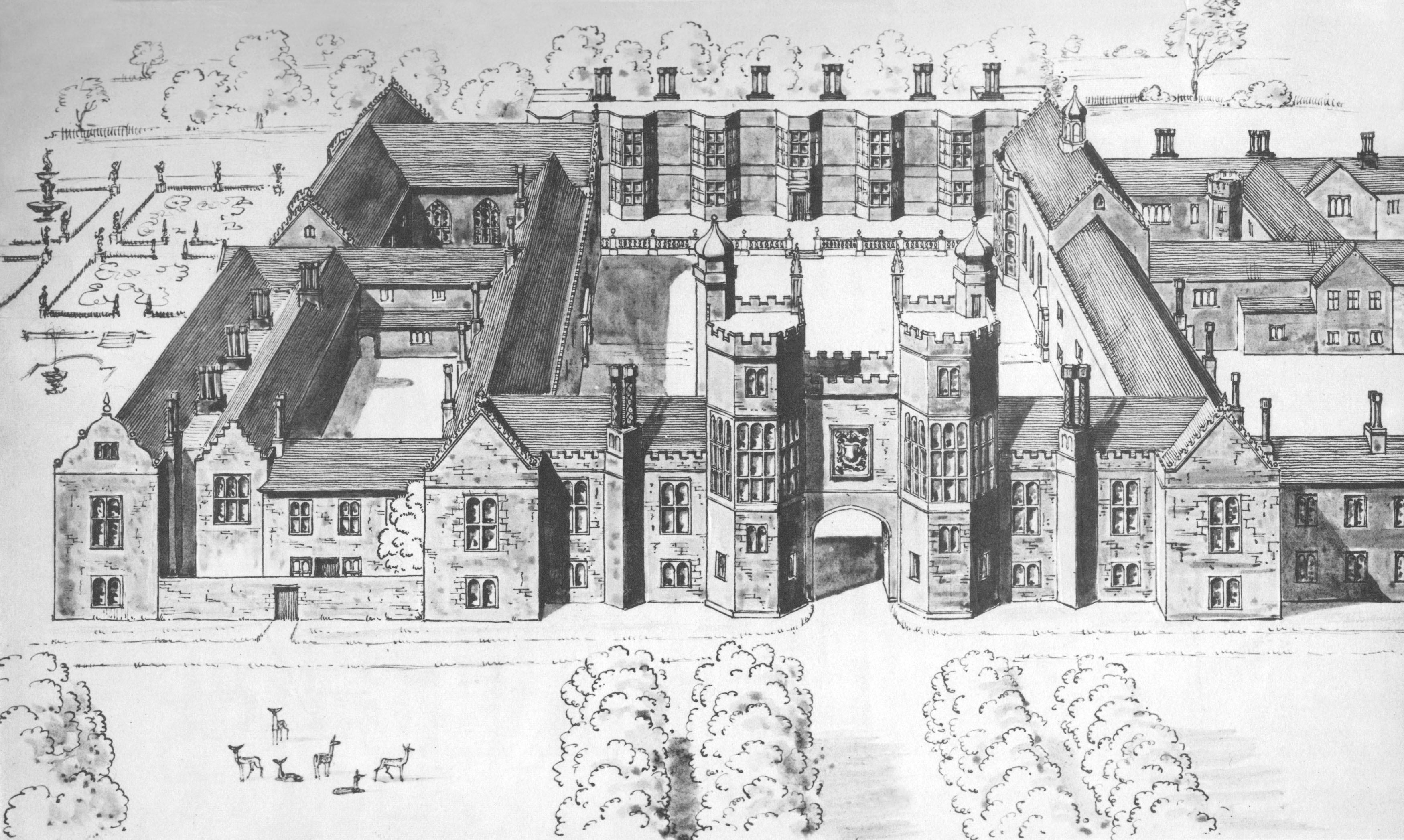
Vista geral do Palace of Beaulieu na época de Henrique VIII.

O Palace of Beaulieu, também conhecido como New Hall, é um palácio da Inglaterra, localizado no condado do Essex, a norte de Chelmsford.

## História
A herdade na qual foi construído o Palace of Beaulieu - o solar de Walhfare, em Boreham - foi concedido aos cónegos da Abadia de Waltham Abbey em 1062. Depois de várias mudanças de posse, foi concedido pela Coroa ao Conde de Ormond, em 1491. Nessa época, a propredade tinha uma casa chamada de New Hall.
Em 1517, o New Hall foi vendido por Thomas Boleyn a Henrique VIII. O rei reconstruíu a casa em tijolo, cujas obras tiveram um custo de 17.000 libras, uma soma considerável na época, dando ao novo palácio o nome de Beaulieu.
No dia 23 de Julho de 1527, a Corte de Henrique VIII chegou a Beaulieu para passar o verão, permanecendo, de forma incomum, por mais de um mês. Foi neste palácio que, aa companhia dum grande número de nobres e suas esposas, incluindo Thomas Boleyn, Visconde Rocheford, o pai de Ana Bolena, o Visconde Fitzwalter, os Condes de Oxford, Essex e Rutland, o Marquês do Exeter e os Duques de Norfolk e Suffolk, Henrique VIII planeou um esquema que lhe permitisse coabitar com Ana Bolena, a pretendida sucessora de Catarina de Aragão, através da obtenção duma bula papal que o autorizasse a cometer bigamia. Este plano foi abandonado quando o Cardeal Wolsey o descobriu, embora o papa tenha, de facto, emitido uma bula para o mesmo efeito em Dezembro daquele ano
Em Outubro de 1533, a filha de Catarina de Aragão, Maria, a qual havia permanecido durante algum tempo em Beaulieu, foi convidada a sair, uma vez que o palácio havia sido recentemente concedido a Lord Rochford (irmão de Ana).

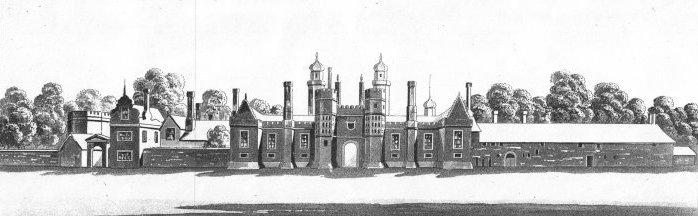
O Palace of Beaulieu em 1669, desenhado pelo Conde L. Magalotti durante a visita de Cosme III de Médici.

A Rainha Isabel I concedeu a herdade, em 1573, a Thomas Radcliffe, 3º Conde de Sussex, o qual parece ter reconstruído em grande medida a ala norte. Em 1622 o palácio foi vendido a George Villiers, 1.° Duque de Buckingham, por 30.000 libras.
Em 1640, durante a Guerra Civil Inglesa, Oliver Cromwell tomou posse da propriedade pela soma de cinco xelins. Depois de reverter para o 2º Duque de Buckingham aquando da Restauração, esta foi vendida a George Monck, 1º Duque de Albermarle, sendo a Corte de Carlos II sido recebida ali frequentemente. Cosme III de Médici, Grão Duque da Toscânia, visitou o palácio em 1669, e um membro da sua comitiva produziu uma vista da casa. Uma cópia deste trabalho foi publicada em,1821
Benjamin Hoare adquiriu a propriedade em 1713, mas esta encontrava-se num pobre estado quando foi comprada, em 1737, por John Olmius, mais tarde 1º Lord Waltham, o qual demoliu e reconstruíu grande parte do antigo palácio. A ala norte permaneceu, em grande medida, intocada, formando o actual palácio.
A herdade foi adquirida, em 1798, pelas freiras inglesas da Ordem do Santo Sepúlcro, as quais abriram ali uma escola católica no ano seguinte. A New Hall School mantém-se como uma escola até à actualidade. Os Brasões Reais de Henrique VIII encontram-se na capela da escola.

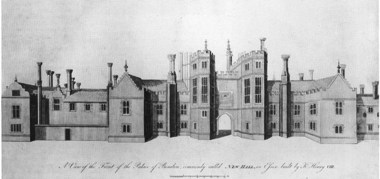
Pormenor da fachada do Palace of Beaulieu na época de Henrique VIII.

O nome Beaulieu é, agora, lembrado no nome da vizinha propriedade do palácio, o Beaulieu Park. O Palace of Beaulieu não deve ser confundido com o Palace House, situada em Beaulieu, no Hampshire.